# Doyen de St Edmundsbury

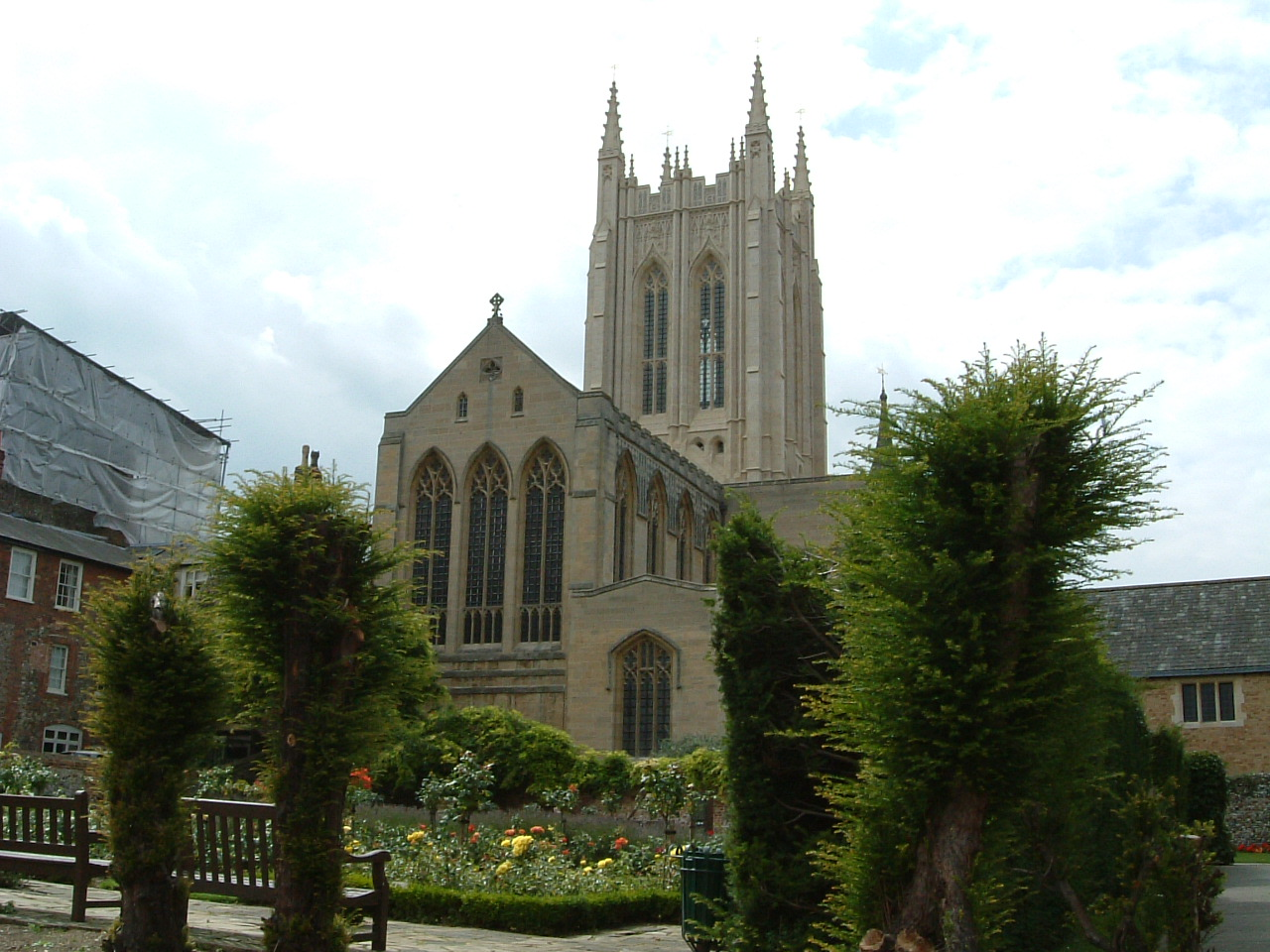
Cathédrale Saint-Edmundsbury

Le Doyen de St Edmundsbury est le chef (en latin : primus inter pares) et président du chapitre des canons, le corps dirigeant de la cathédrale Saint-Edmundsbury. Le doyen et le chapitre sont basés à la cathédrale de Saint-James à Bury St Edmunds. Avant 2000, le poste était désigné comme un Provost, qui était alors l'équivalent d'un doyen dans la plupart des cathédrales anglaises. La cathédrale est l'église mère du Diocèse de St Edmundsbury et Ipswich et siège de l'Évêque de St Edmundsbury et d'Ipswich. Depuis 2018, le doyen est Joe Hawes.

## Liste des doyens
| - 1929–1940 John Herbert Orpen - 1940–1958 John White - 1958–1976 John Waddington - 1976–1981 David Maddock - 1981–1994 Raymond Furnell - 1995–19 novembre 2000 James Atwell (devenu doyen) | - 19 novembre 2000–2006 James Atwell - 2006–2009 Neil Collings - 16 octobre 2010-Octobre 2017 Frances Ward - Octobre 2017 - juillet 2018 Graeme Knowles (par intérim) - juillet 2018 - en fonction : Joe Hawes |